# Preda (romanzo)
Preda (Prey) è un romanzo di fantascienza del 2002 scritto da Michael Crichton.
Affronta principalmente i temi dell'intelligenza nanorobotica (e le conseguenze di una sua perdita di controllo), della biotecnologia e mostra quanto un'agenzia possa essere spericolata o avventata di fronte a notevoli fonti di denaro.

## Trama
Jack, un programmatore di software solito lavorare con le intelligenze artificiali, è stato licenziato dalla sua agenzia per aver reso pubblico uno scandalo interno. Come risultato nessun'altra ditta accetta la sua assunzione e l'uomo è costretto a diventare un "casalingo" e ad accudire i figli al posto della moglie, che lavora per l'agenzia Xymos, una compagnia di nanorobotica. La Xymos sta lavorando a un nuovo sistema di nanotecnologia da applicare alle operazioni chirurgiche, ma Jack è molto scettico riguardo a questo metodo, che invece la moglie sostiene appieno.
Improvvisamente nella famiglia iniziano strani avvenimenti. Un giorno la figlia di Jack, Amanda, avverte problemi respiratori e il padre la porta all'ospedale dove i dottori non trovano però la causa del malessere. Jack, sotto consiglio della moglie, la porta in cura ai dottori dell'MRI, istituto della Xymos, che la curano subito, senza però rivelare le cause della malattia. Il giorno seguente il lettore MP3 del figlio di Jack si rompe a causa del chip che, inspiegabilmente, si disintegra.
Jack viene presto contattato dalla sua ex agenzia (ora sotto contratto della Xymos) che gli rioffre un contratto perché li aiuti con un problema di software. Jack deve perciò trasferirsi alla sede della Xymos in Nevada. Ricky, il leader dell'agenzia, gli mostra l'edificio e gli annuncia che la compagnia è sotto contratto anche con il Dipartimento della Difesa degli Stati Uniti per creare uno sciame di microcamere robot per lo spionaggio e la ricognizione militare. Lo sciame è creato da batteri E. coli geneticamente modificati, che però hanno seri problemi perché troppo leggeri e perciò facilmente trasportabili dal vento. A causa di questo fatto il Pentagono avrebbe deciso di cancellare il contratto con l'agenzia, se il problema non fosse stato risolto e la risoluzione era compito di Jack. La Xymos risolve il problema aggiungendo nuove batterie più potenti ed efficaci e un nuovo sistema di memoria, rendendoli inoltre autosufficienti e capaci di riprodursi. Ben presto però la situazione sfugge al controllo e gli sciami, fuggiti dalla fabbrica, diventano ben presto dei predatori, attaccando prima alcuni animali e quindi l'uomo.
Jack, con l'ausilio di Mae, Charley, David, Rosie e Bobby, membri dell'agenzia, cerca di risolvere la situazione assai allarmante. Esaminando una carcassa di un coniglio ucciso dallo sciame Jack capisce che i batteri attaccano le prede soffocandole. Ben presto anch'egli, durante una perlustrazione esterna alla fabbrica, viene assalito dallo sciame e perde i sensi, venendo salvato all'ultimo istante dai suoi colleghi.
Durante un'ulteriore ronda, in condizioni climatiche di forte vento (con le quali le nanomacchine si trovano ancora a disagio), il gruppo esce dalla fabbrica per cercare nuovi indizi sugli "esseri". Improvvisamente però il vento cala e il team si ritrova circondato da quattro sciami. Jack tenta l'unico metodo possibile per risolvere la situazione: convince il gruppo a disporsi in una formazione simile a quella degli stormi degli uccelli confondendo così gli sciami predatori. Comunque David, non riuscendo a mantenere la calma, abbandona il gruppo e viene subito ucciso dalle nanomacchine. Rosie tenta di salvarlo, ma anche lei viene raggiunta e uccisa. Gli altri tre riescono a tornare alla base.
Ora, con solo tre membri, il gruppo ha serie difficoltà a confondere lo sciame e cerca una soluzione alternativa utilizzando le loro automobili. le nanomacchine riescono presto a penetrare nelle auto e Charley si trova in seria difficoltà e deve difendersi spruzzando l'isotopo contenuto in una bomboletta per sventare la minaccia.
Jack e il resto del gruppo decidono che, se le nanomacchine fossero riuscite a penetrare nella base, avrebbero fatto brillare dell'esplosivo in una sorta di azione kamikaze.
Intanto la moglie di Jack, Julia, è stata ricoverata a causa di un incidente e decide, capendo la situazione, di volare alla sede del Nevada, con il suo assistente Ricky, in soccorso del marito. Qualche giorno dopo lei stessa ha la sfortuna di dover ritrovare il corpo esanime di Charley, che era stato assalito dagli sciami nel suo laboratorio. le nanomacchine erano entrate nella base.
Jack la notte seguente sogna immagini riguardanti sua moglie che amoreggia con Ricky e, svegliatosi, scopre che il sogno, suo malgrado, era una perfetta riproduzione della realtà. Attraverso una telecamera di sicurezza vede sua moglie baciare Ricky. Improvvisamente però nel video appare anche il defunto Charley, che, dopo una breve colluttazione a causa del suo rifiuto, viene a sua volta baciato; immediatamente un fiume di particelle entra nella bocca, uccidendolo. Julia improvvisamente arriva vicino a Jack e cerca di baciarlo ma l'uomo nota che intorno alle sue labbra ronzano strani puntini neri ed evita il bacio. Jack e Mae scoprono così che tutti, tranne loro, sono infetti dai nanobots, che ora sono capaci di controllare gli umani e di utilizzarli per moltiplicarsi.
Jack trova il modo di fermare gli sciami. Esistono in natura dei virus predatori degli E-coli e, modificandoli geneticamente, li avrebbe potuti utilizzare per uccidere gli sciami. Intanto, come "vaccino", Jack e Mae inghiottono alcuni di questi virus, non pericolosi per l'uomo, rendendosi perciò immuni dagli assalitori. Superate molte difficoltà, Jack e Mae riescono a perfezionare i nuovi virus, che in poco tempo uccidono gli sciami e i membri infetti. Jack e Mae fuggono in elicottero, poco dopo aver fatto esplodere la fabbrica mediante una fuga di gas.
Jack inoltre capisce che sua figlia si era sentita male a causa degli stessi sciami, portati a piccole quantità nella loro casa dalla moglie, e che gli stessi avevano provocato la rottura dell'MP3 del figlio. Mae continua a lavorare nella nanotecnologia mentre Jack l'abbandona. Successivamente lo stesso scopre una vecchia e-mail di Julia che annunciava che i batteri erano stati fatti fuggire apposta dai tecnici per farli evolvere, ottenendo così la risoluzione dei loro problemi.

## Personaggi
- Jack – Un programmatore con conoscenze di biologia, specializzato in software nanotecnologici.
- Julia – Moglie di Jack e vicepresidente della Xymos.
- Ricky – Il leader del team Xymos.
- Mae - Una biologa del team di Jack.
- Charley - Un programmatore del team di Jack.
- David -  Ingegnere del team.
- Rosie - Specialista in linguaggio elettronico.
- Bobby - Supervisore dei programmi del team di Jack.
- Vince - L'operatore di manutenzione del laboratorio della Xymos

## Edizioni
- Michael Crichton, Preda, traduzione di Gianni Pannofino, Milano, Garzanti, 2003,  p. 466, ISBN 8811665035.